# Aleksandr Awdiejew (pilot)
Aleksandr Fiodorowicz Awdiejew (ros. Алекса́ндр Фёдорович Авде́ев, ur. 23 lipca?/5 sierpnia 1916 we wsi Bolszaja Talenka w obwodzie tambowskim, zm. 12 sierpnia 1942 nad wsią Nowaja Usmań w obwodzie woroneskim) – radziecki lotnik wojskowy, kapitan, Bohater Związku Radzieckiego (1943).

## Życiorys
Skończył 7 klas szkoły, od 1932 mieszkał w obwodzie moskiewskim, 1933 ukończył szkołę zawodową, pracował jako ślusarz w fabryce w Moskwie, jednocześnie uczył się w podolskim aeroklubie. Od 1937 służył w Armii Czerwonej, w 1939 ukończył wojskową szkołę lotniczą w Borisoglebsku i został skierowany do Leningradzkiego Okręgu Wojskowego, 1939–1940 uczestniczył w wojnie z Finlandią. Od czerwca 1941 walczył w wojnie z Niemcami, latał na I-153, w jednej z walk strącił Junkersa-88, jednak sam również został zestrzelony, wyskoczył na spadochronie. Przez miesiąc leczył się w szpitalu, potem wrócił na front, do stycznia 1942 wykonał 189 lotów bojowych, w walkach powietrznych strącił 7 samolotów wroga. W 1942 został członkiem WKP(b). W czerwcu 1942 wraz z 153 niszczycielskim pułkiem lotniczym został włączony w skład 2 Armii Powietrznej Frontu Woroneskiego. 12 sierpnia 1942 podczas walki powietrznej nad wsią Nowaja Usmań został trafiony, następnie celowo doprowadził do zderzenia swojego samolotu z samolotem wroga; oba samoloty wybuchły w powietrzu. Jego imieniem nazwano ulicę w Moskwie; postawiono tam również jego pomnik.

## Odznaczenia
- Złota Gwiazda Bohatera Związku Radzieckiego (pośmiertnie, 10 lutego 1943)
- Order Lenina (pośmiertnie, 10 lutego 1943)
- Order Czerwonego Sztandaru
- Order Czerwonej Gwiazdy